# Макарушино
Макарушино — деревня в Гдовском районе Псковской области России. Входит в состав городского поселения «Гдов» Гдовского района.
Расположена на западной границе города Гдова на берегу реки Гдовка.

## Население
Численность населения деревни по оценке на 2000 год составляет 109 жителей, на 2009 год — 125 жителей.

## История
До 2005 года деревня входила в состав ныне упразднённой Гдовской волости.